# Mariene ecoregio Peter I-eiland
De Mariene ecoregio Peter I-eiland (218) (Engels: Peter the First Island marine ecoregion) is een biogeografische regio en ligt in de Zuidelijke Oceaan in de Mariene provincie Subantarctische Eilanden (59) in het Marien rijk Zuidelijke Oceaan. De mariene ecoregio is vastgesteld door het World Wide Fund for Nature en The Nature Conservancy en is vernoemd naar het Peter I-eiland.
In het zuiden grenst het gebied aan de mariene ecoregio Amundsen/Bellingshausenzee (228).

## Geografie
De mariene ecoregio ligt in de Zuidelijke Oceaan rond het Peter I-eiland ten noorden van het Marie Byrdland van Antarctica.
Door het gebied stroomt de oostenwinddrift en de westenwinddrift.

## Biogeografie
Het gebied kent zeeleven dat houdt van arctische temperaturen.